# Elseya schultzei
Espèce
Synonymes
- Emydura schultzei Vogt, 1911

Elseya schultzei est une espèce de tortue de la famille des Chelidae.

## Répartition
Cette espèce est endémique de Nouvelle-Guinée. Elle se rencontre :
- en Papouasie-Nouvelle-Guinée ;
- en Nouvelle-Guinée occidentale en Indonésie.

## Étymologie
Cette espèce est nommée en l'honneur de Leonhard Schultze-Jena (1872-1955).

## Publication originale
- Vogt, 1911 : Reptilien und Amphibien aus Neu-Guinea. Sitzungsberichte der Gesellschaft Naturforschender Freunde zu Berlin, vol. 1911, p. 410-420 (texte intégral).